# Gordana Čomić
Gordana Čomić (en serbe cyrillique : Гордана Чомић ; née le 16 juin 1958 à Novi Sad) est une femme politique serbe. Depuis le 28 octobre 2020, elle est ministre des Droits humains et des Minorités, et du Dialogue social dans le gouvernement d'Ana Brnabić. 
Elle est membre du Parti démocratique de 1990 à 2020, et vice-présidente de l'Assemblée nationale de la République de Serbie 2008 à 2020.

## Biographie
Gordana Čomić est née le 16 juin 1958 à Novi Sad, dans la province autonome de Voïvodine. Elle est licenciée en physique. Elle travaille à la Faculté de technologie de l'Université de Novi Sad et pour la société JP SPC Vojvodina.
Sur le plan politique, elle devient membre du conseil du Parti démocratique (DS) en 1992 et exerce aussi la fonction de porte-parole du conseil du parti pour la Voïvodine. Entre 1998 et 2001, elle devient présidente du conseil provincial du DS et, de 2001 à 2004, elle est vice-présidente du Parti démocratique et présidente du Forum des femmes. Parallèlement, entre 1996 et 2004, elle est élue par deux fois députée à l'Assemblée de la province autonome de Voïvodine.
De 2000 à 2003, Gordana Čomić est élue députée à l'Assemblée nationale de la République de Serbie. Aux élections législatives du 28 décembre 2003, elle est reconduite dans son mandat parlementaire.
Aux élections législatives du 21 janvier 2007, Gordana Čomić figure sur la liste du Parti démocratique, qui obtient 22,71 % des suffrages et 64 sièges sur 250 à l'Assemblée nationale, ce qui lui vaut d'obtenir un nouveau mandat.
Aux élections législatives anticipées du 11 mai 2008, elle participe à la coalition Pour une Serbie européenne, soutenue par le président Boris Tadić. La coalition obtient 38,40 % des suffrages et envoie 102 représentants à l'Assemblée parmi lesquels figure Gordana Čomić. Elle devient présidente de l'Assemblée.
Aux élections législatives de 2012, elle participe à la coalition Un choix pour une vie meilleure, soutenue par Tadić, qui obtient 22,06 % des suffrages et 67 députés ; Čomić est réélue et devient une nouvelle fois vice-présidente de l'Assemblée. En plus de cette fonction, elle participe aux travaux de la Commission de la protection de l'environnement, de la Commission de l'intégration européenne et de la Commission des droits de l'enfant et, en tant que suppléante, à ceux de la Commission des droits de l'Homme et des minorités et de l'égalité des sexes. Elle est également membre de la délégation serbe à l'Assemblée parlementaire de l'OSCE.
Depuis 2000, Gordana Čomić est un membre actif du Réseau politique des femmes.

## Vie privée
Gordana Čomić est mariée et mère de quatre enfants. Elle parle anglais et a une connaissance de travail du français et de l'allemand.